# Bréhain-la-Ville
Bréhain-la-Ville är en kommun i departementet Meurthe-et-Moselle i regionen Grand Est (tidigare regionen Lorraine) i nordöstra Frankrike. Kommunen ligger i kantonen Villerupt som tillhör arrondissementet Briey. År 2022 hade Bréhain-la-Ville 451 invånare.

## Befolkningsutveckling
Antalet invånare i kommunen Bréhain-la-Ville
| Referens: INSEE |